# Браунсон (остров)
Браунсон (англ. Brownson Island) — остров в составе архипелага Александра, вблизи юго-восточного побережья штата Аляска, США.
Расположен у юго-восточного побережья острова Этолин, от которого отделён узким проливом Каноэ-Пассадж. Составляет примерно 11 км в длину и от 1,6 до 3,2 км в ширину. Высота острова достигает примерно 300 м над уровнем моря. К югу от острова Браунсон имеется несколько небольших островков. Несколько скал у южной оконечности острова видны только во время отлива.